# 馮敬妃 (明光宗)
馮敬妃，明光宗泰昌帝末期的妃子。

## 生平
生皇七子慧昭王朱由橏。时明光宗已崩，她的兒子也很快夭折。明熹宗即位，沒有把她尊封為妃嬪。崇祯帝時，尊封她為敬妃。
明朝灭亡，馮敬妃从皇宫逃出，到清朝入关后回到北京，由清廷出资赡养。